# The Secret of the Swamp
The Secret of the Swamp è un film muto del 1916 scritto e diretto da Lynn Reynolds. Prodotto e distribuito dalla Universal Film Manufacturing Company, aveva come interpreti Myrtle Gonzalez, Val Paul, George Hernandez, Fred Church, Frank MacQuarrie, Countess Du Cello, Lule Warrenton, Jack Curtis.

## Trama
Chet Wells, dopo aver affittato alcune terre del diacono Todd, si innamora di Emily Burke, la sua nuova vicina. La giovane, però, è già fidanzata. Intanto, tra il diacono e il padre di Emily, il maggiore Burke, scoppia una lite che finisce con qualche colpo di pistola sparato dal maggiore all'indirizzo del suo avversario. Non sapendo che fine ha fatto Todd, quando Burke trova un corpo scarnificato dagli avvoltoi, pensa sia quello del diacono. Convinto di averlo ucciso, cerca di tenere nascosta la cosa, ma Emily ne viene ben presto a conoscenza come anche Chet che, per proteggere Burke, si accolla la colpa dell'omicidio. Emily, commossa per il suo gesto, si lascia trasportare dai sentimenti e, lasciato il fidanzato, rivolge tutto il suo amore verso Chet. Prima che il giovane venga condannato, però, Todd riappare: dopo aver rischiato di restare ferito dai colpi di Burke, il diacono era andato in città, dov'era rimasto tutto quel tempo. E si scopre che il cadavere mangiato dagli avvoltoi non era altro che la carogna di una mucca morta.

## Produzione
Il film fu prodotto dalla Bluebird Photoplays, una branca della Universal Film Manufacturing Company.

## Distribuzione
Il copyright del film, richiesto dalla Bluebird Photoplays, Inc., fu registrato il 3 luglio 1916 con il numero LP8631.

Distribuito dalla Universal Film Manufacturing Company, il film uscì nelle sale cinematografiche statunitensi 31 luglio 1916.
Non si conoscono copie ancora esistenti della pellicola che viene considerata presumibilmente perduta.